# Микола (Пивоварів)
Микола (Пивоварів) (Микола Юрійович Пивоварів (Пивоваров); (нар.1872 — 1935, Вінниця) — український релігійний діяч, архієпископ Кам'янець-Подільський УАПЦ. Жертва окупаційного комуністичного терору. 

## Біографія
Як член президії ВПЦР брав участь у церковному соборі Київщини 22-26 травня 1921 року, там же був обраний у губерніальну церковну раду.
Того ж року був у складі делегації на Першому Всеукраїнському православному соборі УАПЦ знову ж таки як член президії ВПЦР.
На єпископа Кам'янець-Подільського висвячений 26 лютого 1922-го.
Уже за два роки приєднався до братства ДХЦ, ініційованого ДПУ та був одним з очільників. Згодом, на початку 1927 року, повернувся до УАПЦ. Відтоді знову повернувся до Кам'янець-Подільської округи вже як архієпископ.
Брав участь у Другому Всеукраїнському православному соборі 1927 року як делегат від Кам'янеччини. На передсоборній нараді 30 липня виступив із доповіддю «Церква в Державі та їх відокремленість».
Разом із 45 священиками і вірянами був заарештований 27 серпня 1929 року в Кам'янці-Подільському, був засуджений до 10-річного ув'язнення у місті Юрга.
Вже відбуваючи ув'язнення в Сибіру, був заочно засуджений своїми ж товаришами в УАПЦ на Першому надзвичайному церковному соборі у січні 1930 року.
1934 через захворювання звільнений достроково. Повернувся до України, до Вінниці, там же невдовзі й помер.